# هکینگ، لانگشویجیانگ
هکینگ (به لاتین: Heqing) یک منطقهٔ مسکونی در چین است که در هونان واقع شده‌است. هکینگ ۴۴٫۴۴ کیلومتر مربع مساحت و ۳۸٬۶۱۴ نفر جمعیت دارد.